# Городецкий, Габриэль
Габриэ́ль Городе́цкий (род. 13 мая 1945, Тель-Авив) — израильский историк, научный сотрудник колледжа Сент-Энтони Оксфордского университета и почетный профессор истории Тель-Авивского университета, бывший директор Каммингсовского центра по изучению России и Восточной Европы Тель-Авивского университета. Почётный доктор Российского государственного гуманитарного университета (с 2010 года).

## Карьера и членство
- Член Института перспективных исследований, Принстон (с 2010 по 2011 год)[1]
- Стипендиат Колледжа всех душ, Оксфорд (с 2008 по 2010 год)[1]
- Приглашенный научный сотрудник Колледжа всех душ (с 2006 по 2007 год)[1]
- Основатель и директор Центра по изучению России имени Каммингса, Тель-Авивский университет (с 1989 по 2008 год)[1]
- Профессор истории, Тель-Авивский университет (с 1974 по 2005 год)[1]
- Аспирант, Колледж Св. Антония, Оксфорд (с 1969 по 1974 год)[1]
- Студент, бакалавриат, Еврейский университет, Иерусалим (с 1965 по 1968 год)[1]

Другие профессиональные членства и должности:
- Научный сотрудник Института продвинутых исследований, Университет Фрайбурга, Германия (с 2001 по 2012 год)[1]
- Резидент, Исследовательского центра Белладжио в Росефеллере (осень 2007 года)[1]
- Приглашенный профессор, Центральный европейский университет, Будапешт (2003 год), Мюнхенский университет (2002—2003 годы), Кёльнский университет (2001—2002 годы)[1]
- Заведующий кафедрой истории и цивилизации России и Восточной Европы имени Самуэля Рубина, Тель-Авивский университет (с 1996 по 2008 год)[1]
- Избранный иностранный действительный член Российской академии наук (1995 год)[1]
- Президент Израильской ассоциации славянских и восточноевропейских исследований (с 1991 по 1992 год и с 1994 по 1995 год)[1]
- Приглашенный научный сотрудник, Колледж св. Антония (с 1979 по 1980 год и с 1993 по 1994 год)[1]
- Научный сотрудник Центра Уилсона, Вашингтон, округ Колумбия (с 1985 по 1986 год)[1]
- Редактор серии «Центр Каммингса» (с 1989 по 2007 год)[1]

## Биография
После получения степени бакалавра в Еврейском университете в Иерусалиме он написал докторскую диссертацию по русским исследованиям в Оксфордском университете под руководством Э. Х. Карра, автора книги «Что такое история» и многотомной истории русской революции. С 1989 по 2007 год он был основателем и директором Центра русских исследований имени Каммингса при Тель-Авивском университете.
В качестве руководителя Центра принимал непосредственное участие в кропотливом процессе восстановления российско-израильских отношений в 1989—1995 гг. Центр действовал как мост между российскими и западными историками в течение десятилетия после распада Советского Союза. Редактор серии «Каммингс-центр» проф. Городецкий инициировал и редактировал, в частности, официальное совместное издание документов о советско-израильских отношениях под эгидой МИД Израиля и России.
Городецкий был приглашенным научным сотрудником Колледжа Св. Антония в Оксфорде, Центра Уилсона в Вашингтоне, Колледжа Всех Душ в Оксфорде, Исследовательского центра Рокфеллера Белладжио, членом Института перспективных исследований в Принстоне и Института перспективных исследований в Фрайбург. Он также был приглашенным профессором в университетах Мюнхена, Кельна и Центральноевропейского университета в Будапеште.
Женат на Рут Герц, бывшей судье в Кельне. У него два сына, Джонатан и Даниэль.

## Список основных работ
- «Хрупкий мир: англо-советские отношения в 1924-27 гг.»,
- «Миссия Криппса в Москве. 1940—1942» (Cambridge University Press),
- «Советская внешняя политика с 1917 по 1991 гг. Ретроспектива»,
- «Криппс и Черчилль: Дневник и документы британского посла в Москве» (Фрэнк Кэсс),
- «Миф Ледокола» (критика книги Суворова «Ледокол»),
- «Великий Союз во второй мировой войне: пересмотренная история» (в стадии написания).
- «Дневники Майского, красный посол к Сент-Джеймсскому Двору 1932—1943 под редакцией Габриэля Городецкого» (анг. «The Maisky Diaries, red ambassador to The Court of St. James’s. 1932—1943 edited by Gabriel Gorodetsky»(Yale University Press, Oct 2015))

Также автор многочисленных статей о внешней политике СССР и по истории Второй мировой войны.

## Критика Суворова
В своей книге «Миф Ледокола» подверг резкой критике версию Виктора Суворова о планировании Сталиным нападения на Германию летом 1941 года, изложенную в книге «Ледокол». Используя советские, немецкие и английские документы, Городецкий развенчивает версию Суворова и обосновывает распространенную версию о том, что Сталин всеми силами стремился избежать германского нападения, при этом усиленно готовился к отражению последнего. В отличие от менения Суворова о численном превосходстве РККА над вермахтом, Городецкий показывает, что, несмотря на численное превосходство, накануне войны советская армия была несравненно слабее немецкой. В качестве причин отставания Городецкий указывает: разгром офицерского корпуса РККА в ходе репрессий 1937-38 годов, незавершенный процесс перевооружения, проблемы с обучением огромного количества новобранцев и трудности оборудования новой западной границы после присоединения Восточной Польши в 1939 году.